# Saint-Just-Sauvage
 Saint-Just-Sauvage  es una población y comuna francesa, en la región de Champaña-Ardenas, departamento de Marne, en el distrito de Épernay y cantón de Anglure.

## Demografía
| 1348 | 1442 | 1440 | 1448 | 1393 | 1398 |
| Para los censos de 1962 a 1999 la población legal corresponde a la población sin duplicidades (Fuente: INSEE [Consultar]) |      |      |      |      |      |